# Ogdoconta plumbea
Ogdoconta plumbea är en fjärilsart som beskrevs av Dyar 1912. Ogdoconta plumbea ingår i släktet Ogdoconta och familjen nattflyn. Inga underarter finns listade i Catalogue of Life.